# Мосин, Иван Яковлевич
Иван Яковлевич Мосин (1923—1943) — красноармеец Рабоче-крестьянской Красной Армии, участник Великой Отечественной войны, Герой Советского Союза (1943).

## Биография
Иван Мосин родился в 1923 году в селе Покровское (ныне — Троснянский район Орловской области). После окончания семи классов школы работал в колхозе. В начале Великой Отечественной войны оказался в оккупации, воевал в составе партизанского отряда. В феврале 1943 года отряд соединился с частями Красной Армии и Мосин был призван на службу.
К сентябрю 1943 года красноармеец Иван Мосин командовал пулемётным расчётом пулемётной роты 605-го стрелкового полка 132-й стрелковой дивизии 60-й армии Центрального фронта. Отличился во время освобождения Украинской ССР. 5 сентября 1943 года расчёт Мосина первым переправился через реку Сейм и пулемётным огнём прикрыл переправу батальона, уничтожив около 30 солдат и офицеров противника. Мосин в числе первых ворвался в город Конотоп и лично уничтожил 10 вражеских солдат. В боях на железной дороге Конотоп — Бахмач Мосин вместе с группой бойцов уничтожил 60 солдат и офицеров, а также захватил автомашину и противотанковое орудие, сам был ранен, но продолжал сражаться. В боях за Бахмач он уничтожил ещё 1 автомашину и 7 вражеских солдат. Во время форсирования Десны расчёт Мосина вновь прикрывал переправу батальона, уничтожив 10 вражеских солдат. Во время форсирования Днепра к северу от Киева Мосин в составе передового отряда принял активное участие в боях за захват и удержание плацдарма на его западном берегу, уничтожив около 15 вражеских солдат и офицеров.
Указом Президиума Верховного Совета СССР от 17 октября 1943 года за «умелое выполнение боевых задач, отвагу и героизм, проявленные в битве за Днепр» красноармеец Иван Мосин был удостоен высокого звания Героя Советского Союза. Орден Ленина и медаль «Золотая Звезда» он получить не успел, так как в декабре того же года пропал без вести.
Был также награждён орденом Красной Звезды.
В честь Мосина названа улица в Тросне.